# Tamara Lazakovitj
Tamara Vasiljevna Lazakovitj (ryska: Тамара Васильевна Лазакович), född 14 mars 1954 i Gusevo i Kaliningrad oblast i Ryska SFSR i Sovjetunionen (nu Ryssland), död 1 september 1992 i Vitebsk i Vitryssland, var en sovjetisk gymnast.
Hon tog OS-guld i lagmångkampen, OS-silver i bom, OS-brons i fristående och OS-brons i den individuella mångkampen vid de olympiska gymnastiktävlingarna 1972 i München.